# NGC 3961
NGC 3961 este o galaxie spirală situată în constelația Dragonul. A fost descoperită în 7 aprilie 1793 de către William Herschel.